# Fireproof
Fireproof, amerikansk film från 2008. Filmen är den tredje filmen från Sherwood Pictures som ägs av Sherwood Babtist Church i Albany, Georgia. Flera av skådespelarna till filmen är frivilliga medlemmar från Sherwood Babtist Church.

## Handling
Caleb är en brandman och jobbar hårt för att rädda liv. Hemma är Caleb och Catherines äktenskap på väg att raseras och de har bestämt sig för att ta ut skilsmässa. Calebs far lyckas övertala honom om att testa en metod som han kallar för "The Love Dare" i fyrtio dagar som ska få äktenskapet på fötter igen.

## Rollista (i urval)
- Kirk Cameron - Capt. Caleb Holt
- Erin Bethea - Catherine Holt
- Ken Bevel - Lt. Michael Simmons
- Jason McLeod - Eric Harmon
- Perry Revell - Dr. Gavin Keller
- Stephen Dervan - Wayne
- Harris Malcom - John Holt, Calebs far
- Phyllis Malcom - Cheryl Holt, Calebs mor
- Renata Williams - Latasha Brown
- Alex Kendrick - Pastor Strauss
- Chelsea Noble - Catherine Holt (double)